# Conomor
Conomor (Comorre, Konomor ou Cognomorus) est un personnage historique et légendaire de l’histoire bretonne. Omniprésent dans l‘hagiographie bretonne, Conomor apparait aussi dans des sources gallo-franques et galloises.
Régnant sur une partie de la Bretagne en tant que comte, au milieu du VIe siècle, il disparait vers 560. Le règne de Conomor fait l’objet de nombreuses hypothèses et est régulièrement associé à l’idée d’un royaume double de part et d’autre de la Manche. Il est parfois assimilé au roi Marc'h.

## Conomor dans l'Histoire
Les données historiques les plus sûres semblent venir de Grégoire de Tours, mais les commentaires de l'auteur franc sont à prendre avec prudence, il ne fait guère preuve d'objectivité quand il parle des Bretons ennemis des Francs, bretons dont il réprouve les pratiques religieuses.

### Selon Grégoire de Tours
Dans le livre IV de Dix livres d’histoire, Grégoire de Tours mentionne deux comtes bretons : Chonomor et Chonobre.
Pour l'année 546, il mentionne Conomor (Chonomoris), le montrant comme protecteur de Macliau (Macliauus), frère du comte des Bretons Chanao. Macliau fuit les persécutions de Chanao, ce dernier ayant déjà assassiné trois autres de ses frères. Conomor monte un subterfuge et le prince menacé est mis sous un tumulus avec un soupirail pour lui permettre de respirer. Chanao vient constater l'existence de la tombe et y donne une fête. Par la suite, Macliau se serait enfui à Vannes, aurait été nommé évêque, puis aurait apostasié et repris son épouse.
En 560, Chonobre (Chonoober) aurait à nouveau accueilli un prince, mais cette fois, il s'agit de Chramn, fils du roi Clotaire Ier. Celui-ci amène une armée, capture son fils et le fait étrangler. Chonobre est tué au combat.
Selon T.M Charles-Edwards, ces deux noms, ainsi que celui de Commorus présent dans la vie ancienne de saint Samson, se réfèrent à un seul et unique personnage.

### Dans l'hagiographie bretonne
On trouve le nom de Conomor dans plusieurs vitae de saints, notamment dans celles de Mélar et Malo.

#### La vie de saint Samson
Dans la Vita Samsonis, rédigée entre le VIIe et le VIIIe siècle, Conomor (Commorus) a pris le pouvoir sur la Domnonée, avec l'appui du roi Childebert. Le comte a fait tuer Jonas, le chef légitime de la Domnonée, et cherche à en faire de même avec le fils de Jonas, Judual. Samson de Dol intercède auprès de Childebert en faveur de Judual, et ce dernier, après avoir levé une armée, renverse Conomor.

#### La vie de Paul Aurélien
La vita de saint Paul-Aurélien, écrite en 884 par Uurmonoc, prêtre et moine de l'abbaye de Landévennec, parle d'un Marc Conomor, qualifié de roi (rex) et associé au roi Marc'h. Cela lance l'idée que Conomor aurait été roi, à la fois des Cornouailles situées dans l'actuelle Angleterre, et de la Cornouaille bretonne.

#### La vie de saint Tugdual
Dans la vita Tugdualis, Conomor est désigné comme prefectus regis du roi des Francs.

#### La vie de saint Goueznou
Dans la vita de saint Goueznou, Conomor (Comor) est un comte occupant le nord dans l'ancienne civitas des Osismes Ce dernier lui fait don d'une demeure afin que le saint fonde un monastère. Pierre Le Baud fera par la suite de Conomor un comte de "Legionense".

#### La vie de saint Mélar
Dans la vita de saint Mélar, il est rapporté que ce dernier trouve refuge chez son oncle Conomor, en la demeure de Boxiduus, identifiée comme Castel Beuzit en Lanmeur.

#### La vie de saint Malo
Dans la vita de saint Malo, Conomor est présenté comme un comte de Domnonée. Il intervient auprès du saint afin que ce dernier ressuscite un jeune noble de la région d'Aleth.

### Dans la tradition galloise
Conomor apparait peut être dans la tradition galloise sous le nom de Cynfawr ou Cynfor Cadgaddug (vainqueur de batailles). Son nom est attesté dans certaines listes généalogiques galloises sous la forme Kynwawr, notamment dans l'Ach Morgan ab Owein et le Mostyn MS. 117. Kynvawr signifie « grand chien » ou « grand chef » (de con « chien » ou « chef », nom que l'on trouve dans Conan, et « grand » meur). Les Triades Galloises en font un descendant de Coel Hen[réf. nécessaire].

## Hypothèses
En Cornouailles britannique, proche du Devon qui est la Dumnonia-Domnonée insulaire, a été trouvée près de Fowey une stèle avec une inscription du VIe siècle portant les noms de Conomor et de Tristan qui rattache peut-être Conomor à l'histoire de Tristan et de son oncle, le roi Marc'h. Elle est toujours visible à Castel-Dore, près d'un lieu-dit Carhays : Drustanus hic jacit cunomori filius [cum domina Ousilla] (Ci-gît Tristan, fils de Conomor, avec son épouse Essylt, cette dernière inscription ayant été effacée depuis le XVIe siècle). On en fait parfois un praefectus classis (préfet de la flotte = amiral) de Childebert Ier.
Selon les historiens britanniques, Castel-Dore était la capitale des princes de Cornouailles, placée sur l'isthme Padstow-Fowey par lequel passa saint Samson en route pour Saint-Malo. Conomor pourrait avoir donc été à la fois un prince de Grande-Bretagne, membre de l'aristocratie celte romanisée, le protecteur venu sur place de l'émigration en Armorique et l'allié de Childebert dans la protection militaire des côtes de la Manche.
Conomor pourrait donc avoir été un des hommes les plus importants du VIe siècle dans cette région, lié aux puissances établies des deux côtés de la Manche. Certains historiens modernes en font un breton insulaire, engagé auprès des premiers rois mérovingiens dans une alliance maritime et militaire de chaque côté de la Manche. Après s'être révolté contre Clotaire Ier en soutenant Chramn, le fils de celui-ci, Conomor aurait subi la vindicte de l'Église, notamment de saint Gildas puis de saint Samson, ce qui expliquerait les aspects noirs de sa légende.

### Aurelius Caninus
Une fragile hypothèse assimile Conomor et Aurelius Caninus (lat. canes = bre. con  = chien) que saint Gildas fustige dans le De Excidio et Conquestu Britanniae comme indigne d'être le descendant d'Ambrosius Aurelianus et le parent de saint Paul Aurélien que son hagiographe Bili désigne comme domnonéen.

### Conan Meriadec
Selon Gwenaël Le Duc, le chroniqueur Geoffroy de Monmouth aurait retranscrit la formule latine "Conomor Iudex", renvoyant à Conomor, en "Conan Meriadoc".

## Légendes

### La légende de Sainte Tréphine

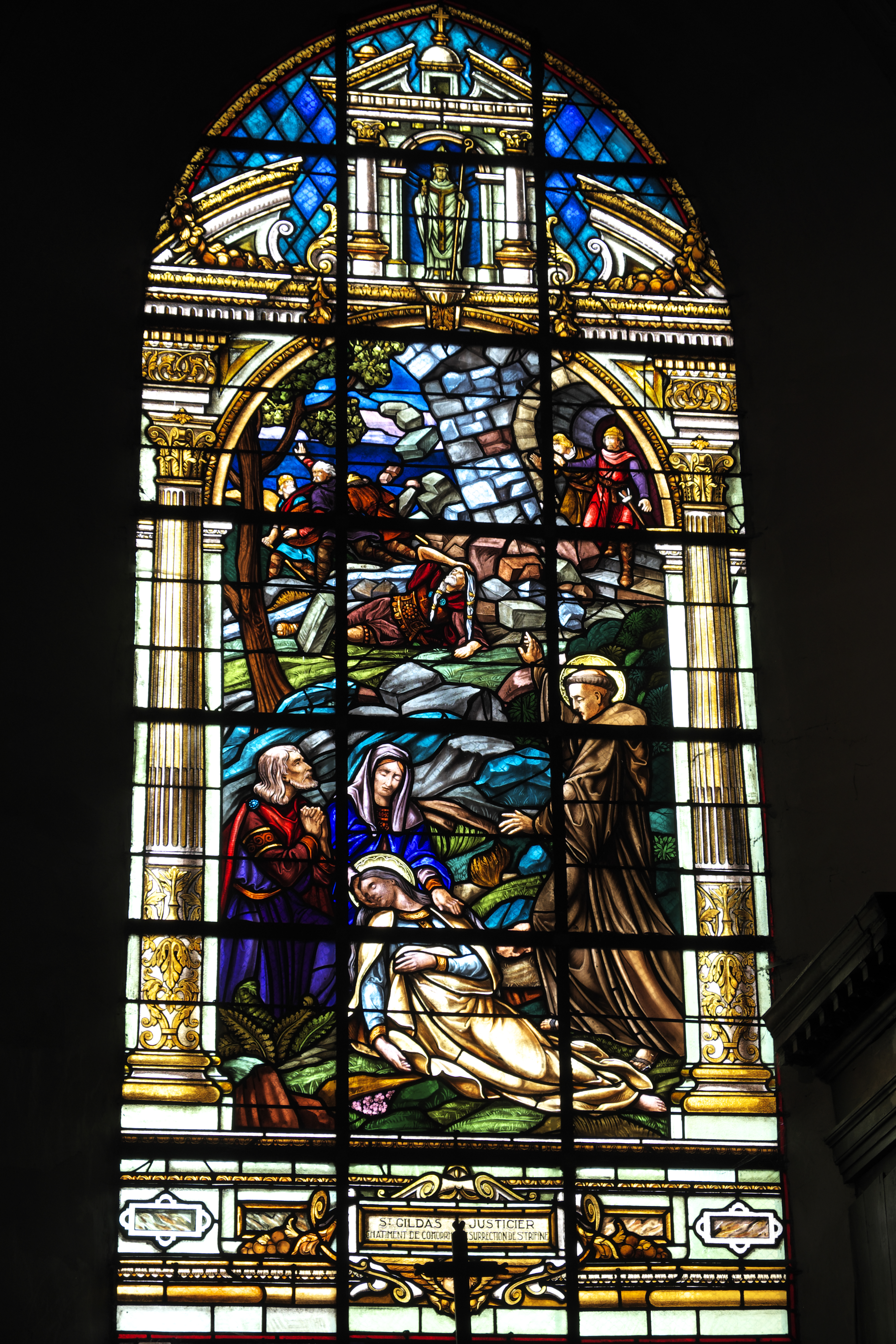
Châtiment de Conomor sur un vitrail de l'église Saint-Gildas d'Auray.

En Bretagne armoricaine, Conomor est beaucoup plus maltraité par la légende, car, dans la tradition orale, il est Conomor le Maudit. Mais il semble bien que le personnage (et son nom) a attiré à lui des schémas narratifs mythologiques bien plus anciens que le ou les Cunomaros historiques : le tyran qui refuse tout successeur, l'opposition fonctionnelle avec Gildas, etc. Dans ce cadre narratif il est une sorte de Barbe-Bleue qui tue ses épouses successives dès qu'elles ont un enfant (il est d'ailleurs probable que sa vie ait inspiré Charles Perrault). Sa dernière épouse, sainte Tréphine (nom d'une sainte sicilienne), fille de Waroc'h Ier (sœur de Canao Ier et Macliau), ayant accouché de saint Trémeur (Trec'h meur = grand vainqueur), il décapite celui-ci. Saint Gildas remet la tête en place et l'enfant va voir son père pour l'éprouver. À cette vue celui-ci est frappé d'épouvante et meurt de la vengeance divine. Dans la Vita de saint Gildas, c'est celui-ci qui est l'artisan du châtiment en provoquant l'écroulement sur Conomor des murailles de son château par le jet d'une poignée de terre.

### Les emplacements légendaires du château de Conomor
De nombreux endroits stratégiques sont réputés avoir été des lieux de séjour de Conomor, en particulier, Castel-Finans, au bord du Blavet en Saint-Aignan (Morbihan), où saint Gildas l'aurait poursuivi et châtié. À Tréglamus, près du Menez Bré, où on trouve des retranchements lui étant attribués. À l'ouest de Lanmeur, dans un ancien fort osisme appelé Castel-Beuzit ou La Boissière près de Ruvarc ou Run Marc'h. Près de Quimperlé et de Clohars-Carnoët où les vestiges d'un château (château de Carnoët), sur les bords de la rive droite de la Laïta, subsistent. Près du Moustoir en Saint-Goazec, où se voient les ruines du Castel Commor. Enfin, à Montafilant (Côtes-d'Armor), près de la vieille cité gallo-romaine de Corseul, ce qui lui permettait de contrôler les vallées de la Rance et de l'Arguenon.
Une autre tradition veut que le château de Conomor ait été situé dans la forêt de Camors sur une langue de terre qui s'avance, protégé sur trois de ses côtés par de petits cours d'eau, sur le rebord du plateau occupé par le bois, en contrebas de la pente qui aboutit de nos jours à l'étang du moulin de la Motte. François-Marie Délandre écrit en 1847 que de faibles vestiges y existaient alors encore, notamment un fossé assez profond pour que ses extrémités se remplissent d'eau en période de crue. Ce site se situe à Porh-Hoët-er-Saleu ("Cour ou porte du Bois des Salles") au cœur de la forêt de Camors, à moins de 600 m du bourg actuel de Camors

### La légende de Tristan
Conomor apparaît aussi comme roi de Domnonée péninsulaire et c'est dans sa ville de Carhaix que Thomas d'Angleterre place le mariage de Tristan avec Iseult aux Blanches Mains, fille du duc de Bretagne, et c'est là qu'il fait mourir son héros, peut-être donc dans un fief de son oncle Marc Conomor. Mais, on peut aussi penser au Carhays d'outre-Manche.